# Atriplex vulgatissima
Atriplex vulgatissima es una especie halófita, de  anual, en la familia de las Amaranthaceae. Es originaria de Argentina y Chile: 

## Taxonomía
Atriplex vulgatissima fue descrita por  Carlos Luis Spegazzini y publicado en Revista Fac. Agron. Univ. Nac. La Plata 3: 569. 1897
Etimología
Atriplex: nombre genérico latino con el que se conoce a la planta.
vulgatissima: epíteto latino 
Sinonimia
- Atriplex macrostyla Speg.
- Atriplex reichei Volkens ex Dusén
- Obione macrostyla (Speg.) Ulbr.
- Obione reichei (Volkens ex Dusén) Ulbr.
- Obione vulgatissima (Speg.) Ulbr.[3]